# KS马粘
KS马粘（K. S. Maniam，1942年—2020年2月19日）是马来西亚印度裔学者、小说家和剧作家。他生于吉打州的美农，双亲是来自印度的移民。在童年时，他曾接受淡米尔语教育，后转入双溪大年的英校就读。1960年代，他在英国伍尔弗汉普顿市接受师训。返马后，他先是在吉打州担任教员，接着又进入马来亚大学修读英语系。1973年，他获得学士学位。1979年，他获得硕士学位。从1980年开始，他便任教于马大英语系，一直到1997年为止。
KS马粘在1960年代开始从事创作，他的小说被收入在一些区域性的选集中。1981年，他出版首部长篇小说《回归》（The Return）。1984年，他所撰写的剧本《绳》（The Cord）被五艺中心 （页面存档备份，存于）（Five Arts Centre）搬上舞台，由克里申·吉执导。如今，KS马粘的身份是全职作家。他和妻子，两个孩子一起住在雪兰莪的梳邦再也。
2020年2月19日病逝，享壽78歲。

## 作品集
- K. S. Maniam. The return. Kuala Lumpur : Heinemann Asia, 1981. ISBN 1871438047.
- K. S. Maniam. In a far country. London : Skoob Books, 1993. ISBN 9781871438147.
- K. S. Maniam. Sensuous horizons : the stories & the plays. London : Skoob Books, 1994. ISBN 1871438691.
- K. S. Maniam. Haunting the Tiger. London : Skoob Books, 1996. ISBN  9781871438796.
- K. S. Maniam. Between lives. Petaling Jaya : Maya Press, 2003. ISBN 9789832737032.